# Angela Ocepek
Angela Ocepek, slovenska političarka, * 3. september 1912, Vevče, † 1. junij 1959, Ljubljana.

## Življenje in delo
S 13 leti je postala delavka v ljubljanski tovarni Saturnus. Kot članica delavskih organizacij, rajonskega komiteja Ljubljana-Polje, ter okrožnega komiteja Komunistične partije Slovenije-Ljubljana, od leta 1940 tudi centralnega komiteja Komunistične partije Slovenije ter sekretarka komisije za delovanje med ženskami se je zavzemala za enakopravnost žensk; bila je večkrat zaprta. Po okupaciji so jo italijanski fašisti leta 1941 dvakrat zaprli; po pobegu so jo v odsotnosti obsodili na 30 let ječe. Kot ilegalka je v Ljubljani organizirala demonstracije žensk. V partizanih je bila predsednica glavnega odbora Slovenske protifašistične ženske zveze, članica Slovenskega narodnoosvobodilnega sveta in izvršnega odbora Osvobodilne fronte, po osvoboditvi pa predsednica ženskih društev in članica vodstev drugih političnih organizacij v Sloveniji. Angela Ocepek je nosilka partizanske spomenice 1941.